# Konstantin Eduardovich Tsiolkovsky
Коnstаntin Eduаrdоvich Tsiolkovsky (tiếng Nga: Константин Эдуардович Циолковский; 17 tháng 9 năm 1857 – 19 tháng 9 năm 1935, phiên âm là Xi-ôn-cốp-xki) là một nhà khoa học lý thuyết, nhà nghiên cứu ngành du hành vũ trụ hiện đại,... Ngoài ra ông còn được biết đến với vai trò là người phát minh ra tên lửa (khí cầu bay)
Tsiolkovsky sinh ngày 17 tháng 9 năm 1857 ở làng Izhevskoe (nay thuộc huyện Spassky, tỉnh Ryazan), sống hết cuộc đời ở căn nhà gỗ ngoại ô ở thành phố Kaluga, một thành phố cách Moskva 200 km về phía tây nam và mất tại đó ngày 19 tháng 9 năm 1935.

## Tiểu sử

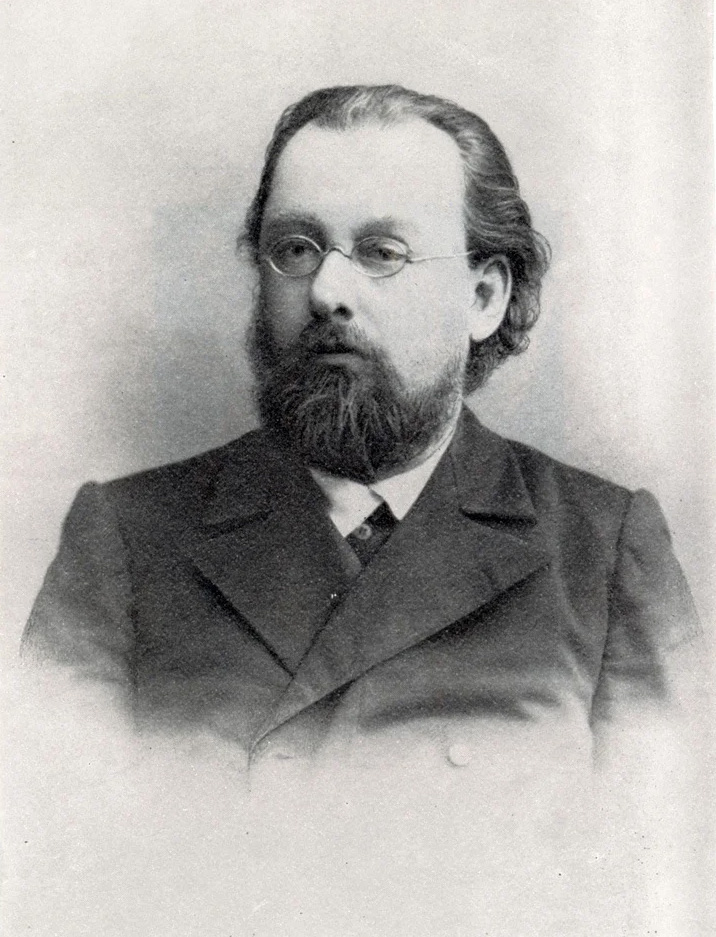
Tsiolkovsky năm 1909

Ông sinh ra trong một gia đình bình thường Bố ông là Edward Tsiolkovsky (tiếng Ba Lan: Ciołkowski), một người Ba Lan; mẹ ông là Maria Yumasheva, một phụ nữ Nga. Bố ông bị đày đến Nga bởi những hành động cách mạng chống lại những việc làm của nhà chức trách Ba Lan thuộc Nga bấy giờ. Năm 10 tuổi Tsiolkovsky mắc một căn bệnh nặng và hậu quả ảnh hưởng đến thính giác của Tsiolkovsky. Và do đó cậu bé không được nhận vào học ở một trường học nào trong vùng bởi ông bị mất thính giác . Kể từ đó Tsiolkovsky bắt đầu tự học mà không biết đó là việc cả đời
Tsiolkovsky sáng tạo ra các lý thuyết về nhiều khía cạnh liên quan đến du hành trong không gian và tên lửa. Ông được coi là cha đẻ của ngành du hành vũ trụ và là người đầu tiên phát minh ramáy nâng, phát minh này đã phát huy tác dụng khi mà tháp Eiffel được xây dựng ở Paris vào năm 1895.
Ông cũng có liên hệ với nhà bác học Nikolai Fyodorov và tin tưởng rằng việc chinh phục vũ trụ sẽ làm biến đổi sâu sắc bộ mặt của cuộc sống loài người, với cuộc sống vĩnh hằng và tồn tại vĩnh viễn.
Ông từng là một giáo viên tại một trường trung học cho đến khi nghỉ hưu vào năm 1920. Từ giữa những năm 1920 trở đi là khoảng thời gian làm việc sôi động nhất của ông, và Tsiolkovsky đã nổi danh nhờ nó. Ông mất vào 19/9/1935 ở Kaluga và được mai táng trọng thể.

## Sự nghiệp nghiên cứu
Cuối thế kỉ 19 và đầu thế kỷ 20, Tsiolkovsky bắt tay vào nghiên cứu lý thuyết về thiết bị bay nặng hơn không khí, một cách độc lập ông cũng đã thực hiện những tính toán tương tự anh em nhà Wright trong cùng thời gian. Tuy nhiên, ông không bao giờ xây dựng được một mô hình thực nghiệm, và nó vẫn mãi chỉ là một kế hoạch đầy tham vọng, bởi tư tưởng của ông chỉ gói gọn trong phạm vi đế chế Nga và không được thế giới biết đến. Lĩnh vực này đã được tái khám phá bởi những người Đức và một số nhà khoa học khác một cách chậm chạp khi họ tiến hành những phép tính tương tự trên tọa độ Descartes sau đó.
Năm 1923, nhà khoa học Đức Hermann Oberth xuất bản cuốn sách "By Rocket into Planetary Space", đây là một sự kiện khơi mào cho những công trình tiếp sau nghiên cứu về du hành vũ trụ. Nó cũng nhắc Zander về một lần đã đọc một bài viết trong cùng chủ đề. Sau khi liên lạc với tác giả ông ta trở thành người xúc tiến cho việc truyền bá những công trình của Tsiolkovsky. Năm 1924, Zander thành lập hội thiên văn học đầu tiên ở Liên Xô, học viện du hành liên hành tinh, và sau đó nghiên cứu và chế tạo tên lửa nhiên liệu lỏng mang tên OR-1 (1930) và OR-2 (1933).
Công trình quan trọng nhất của Tsiolkovsky, xuất bản năm 1903, là "Khám phá khoảng không vũ trụ bằng động cơ phản lực" (tiếng Nga: Исследование мировых пространств реактивными приборами), được xem như là luận án đầu tiên về tên lửa. Tsiolkovsky tính toán rằng giới hạn nhỏ nhất cần đạt cho một quỹ đạo nhỏ quanh Trái Đất là 7.8 km/s và nó thì có thể đạt được bằng phương tiện tên lửa nhiều tầng với nhiên liệu là hydro và oxi lỏng.
Trong suốt cuộc đời ông đã cho xuất bản trên 500 công trình về du hành vũ trụ và những vấn đề có liên quan, bao gồm cả tiểu thuyết viễn tưởng. Hầu hết công trình của ông là những thiết kế tên lửa, hệ thống nhiều tầng, trạm vũ trụ, nút không khí cho sự tồn tại của tàu vũ trụ trong môi trường chân không, và những chu trình sinh học khép kín nhằm cung cấp thức ăn và oxi cho những thuộc địa trong không gian.
Tsiolkovsky đã phát triển ý tưởng về đệm không khí từ năm 1921, xuất bản bài viết cơ bản về nó vào năm 1927, tiêu đề "Đệm không khí và con tàu hỏa tốc" (tiếng Nga: Сопротивление воздуха и скорый поезд). Năm 1929 Tsiolkovsky đề xuất xây dựng tên lửa nhiều tầng trong cuốn sách của ông mang tên "Di chuyển trong không gian với tên lửa" (tiếng Nga: Космические ракетные поезда).
Công trình của Tsiolkovsky ảnh hưởng đến các nhà chế tạo tên lửa khắp từ châu Âu, như Wernher von Braun, và cũng được các nhà sáng chế Mĩ trong những năm 1950 đến 1960 trong lúc họ cố gắng để hiểu những thành công của nhà bác học Xô viết trong những chuyến bay vào không gian.

## Vấn đề khác
- Sơ đồ thiết kế tàu vũ trụ đầu tiên là của Tsiolkovsky
- Cơ sở của lý thuyết về tên lửa, lý thuyết tên lửa của Tsiolkovsky, được đặt theo tên ông
- Bảo tàng lịch sử về du hành vu trụ hiện đặt tại Kaluga mang tên ông.
- Hố Tsiolkovsky trên Mặt Trăng đặt theo tên ông, trong khi thiên thạch 1590 Tsiolkovskaja đặt theo tên vợ ông.
- Một con tàu giả tưởng К. Э. Циолковский (K. E. Tsiolkovsky), được đặt theo tên ông trong series phim Star Trek: The next generation.
- Một trạm vũ trụ mang tên Tsiolkovsky trong truyện ngắn Hunterland của William Gibson
- Nhân vật Aeolia Schenberg trong bộ phim hoạt hình Mobile Suit Gundam 00 có khả năng được phóng tác từ Tsiolkovsky.